# Бопе-Поддала (підрозділ окружного секретаріату)
Підрозділ окружного секретаріату Бопе-Поддала — підрозділ окружного секретаріату округу Галле, Південна провінція, Шрі-Ланка. Складається з 44 Грама Ніладхарі.